# الوین رات

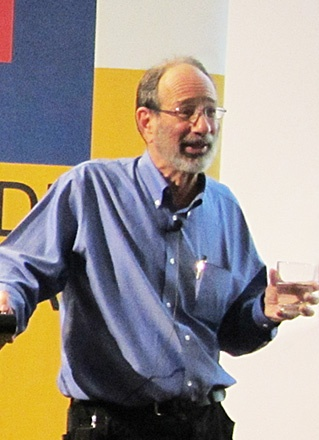

پروفسور الوین الیوت رات/راث  (به انگلیسی: Alvin Elliot Roth) (زاده ۱۹۵۱) اقتصاددان آمریکایی و پروفسور لوید شپلی، دیگر اقتصاددان آمریکایی، به دلیل مطالعات و پژوهش‌های خود در زمینه "نظریه تخصیص‌های پایدار و اجرای طراحی بازار" (به انگلیسی: "for the theory of stable allocations and the practice of market design") به‌طور مشترک برنده جایزه نوبل اقتصاد در سال ۲۰۱۲ شدند. آکادمی سلطنتی سوئد اعلام کرد: با آن که مطالعات این دو پژوهشگر به‌طور مستقل از یکدیگر انجام شده است، ترکیب نظریه بنیادی شپلی و تحقیقات تجربی، آزمایش‌ها و طراحی عملی رات، زمینه‌ای در حال رشد و پیشرفت برای مطالعه به وجود آورده و عملکرد بسیاری از بازارها را بهتر کرده‌است." پژوهش‌های این دو اقتصاددان به بهترین روش ممکن برای تخصیص منابع در بخش‌های مختلف همچون مدیریت مدارس، برخی بازارهای کار و نیز پیوند اعضاء به بیماران نیازمند مربوط می‌شود.
آقای رات پروفسور دانشگاه هاروارد و دانشگاه پرینستون بوده‌است.